# Villa fasciata
Villa fasciata – gatunek muchówki z rodziny bujankowatych i podrodziny Exoprosopinae. Zamieszkuje Palearktykę.

## Taksonomia
Gatunek ten opisany został po raz pierwszy w 1804 roku przez Johanna Wilhelma Meigena pod nazwą  Anthrax fasciata. Jako miejsce typowe wskazano Francję. Przez część autorów włączana jest do niego Villa longicornis w randze podgatunku, jednak większość uznaje ją za odrębny gatunek.

## Morfologia
Muchówka o ciele długości od 9 do 12 mm, robiącym wrażenie żółtawego. Niemal kulista głowa ma między łuskami na twarzy żółte owłosienie. Tułów jest krótki, lekko wypukły na przedzie i wyraźnie spłaszczony z tyłu. Ubarwienie przezmianek jest żółte lub białawe. Tegule u samca są przyżółcone. Skrzydła są przejrzyste z brunatnym do czarnego przyciemnieniem w części nasadowej i przedniej rozciągającym się na zewnątrz aż poza żyłkę poprzeczną radialno-medialną, a ku tyłowi aż poza żyłkę radialną. Odwłok jest krótki i szeroki. Jasne łuski układają się na tergicie drugim i czwartym w poprzeczne przepaski. Środkowe części piątego i szóstego tergitu samca są owłosione żółtawo. Wierzchołek odwłoka u samicy ma wieniec długich, zakrzywionych szczecinek.

## Ekologia i występowanie
Owad ten zasiedla ciepłe i otwarte stanowiska. Larwy są parazytoidami gąsienic motyli z rodziny sówkowatych. Owady dorosłe żerują na nektarze i chętnie odpoczywają na nasłonecznionych powierzchniach.
Gatunek palearktyczny. W Europie znany jest z Hiszpanii, Wielkiej Brytanii, Francji, Belgii, Holandii, Niemiec, Szwajcarii, Austrii, Włoch, Danii, Szwecji, Norwegii, Finlandii, Polski, Czech, Słowacji, Węgier, Ukrainy, Mołdawii, Rumunii, Bułgarii, Chorwacji, Bośni i Hercegowiny, Serbii, Macedonii Północnej, Grecji oraz europejskiej części Rosji. W Afryce Północnej występuje na Wyspach Kanaryjskich, w Maroku, Algierii, Tunezji i Libii. Poza tym podawany jest z Cypru, Turcji, Gruzji, Armenii, Azerbejdżanu, Syrii, Kazachstanu i Turkmenistanu.